# Guido Ara
Guido Ara (28. června 1888, Vercelli, Italské království – 22. března 1975, Florencie, Itálie) byl italský fotbalový záložník. Byl považován za nejlepšího italského záložníka před 1. sv. válkou. Byl autorem přísloví Fotbal není pro slečinky vytvořeného v roce 1909.
Fotbalovou kariéru začal v rodném městě v klubu Pro Vercelli. Působil v něm od roku 1906 až do 1925. Celkem získal sedm titulů (1908, 1909, 1910/11, 1911/12, 1912/13, 1920/21, 1921/22). Během války sloužil v armádě a také hrál za Modenu. Po válce se vrátil do Pro Vercelli a stal se hrajícím trenérem.
Za reprezentaci odehrál první utkání 6. ledna 1911 proti Maďarsku (0:1). Reprezentoval svou zemi na OH (1920).
V roce 1919 se stal hrajícím trenérem. V roce 1923 odešel na rok trénovat Parmu. Do Pro Vercelli se vrátil v roce 1924. Trénoval také Fiorentinu, kterou v sezoně 1934/35 dovedl ke 3. místu a k finále italského poháru 1936/37, Milán ke 3. místu v sezoně 1940/41 a Janov ke 4. místu v sezoně 1941/42.

## Hráčské úspěchy

### Klubové
- 7× vítěz italské ligy (1908, 1909, 1910/11, 1911/12, 1912/13, 1920/21, 1921/22)

### Reprezentační
- 1x na OH (1912)